# Sylvestre Ntibantunganya
Sylvestre Ntibantunganya, född 8 maj 1956, är en politiker som var president i Burundi ifrån den 6 april 1994 till den 25 juli 1996, efter att den tidigare presidenten Cyprien Ntaryamira, dödats när hans flyg sköts ned. 
Ntibantunganya kandiderade även till Presidentvalet 2015, men i slutskedet av valprocessen drog han sig ur valet i protest mot att den sittande presidenten Pierre Nkurunziza ställde upp i valet (trots att han suttit de två mandatperioder som konstutionen tillåter).